# خطة كوهين
يُقصد بخطة كوهين الوثيقة التي صاغها الجيش البرازيلي بهدف تأسيس دولة ديكتاتورية جديدة في نوفمبر عام 1937. تُعد هذه الخطة أحد أكبر الأكاذيب في التاريخ البرازيلي ومثال على الجمع بين معاداة السامية ومعاداة الشيوعية في البلاد، وقد نُسبت زورًا إلى منظمة الشيوعية الدولية، الساعية إلى قلب نظام الحكم ظاهريًا عن طريق الإضرابات وحرق المباني العامة والمظاهرات الشعبية التي انتهت بالنهب والسلب وتدمير السلطات. اكتشفت القوات المسلحة البرازيلية المهزلة، ما سمح لمعارضي الحكومة بوصفهم أنهم «شيوعيون»، وقد أضفت الدولة الديكتاتورية الجديدة صفة الشرعية على الانقلاب الذي حدث في البرازيل عام 1937 لاحقًا.
بدأ جيتوليو فارجاس والجنرال يوريكو غاسبار دوترا بالتخطيط للانقلاب، مع اقتراب موعد الانتخابات الرئاسية المقرر إجراؤها في عام 1938، وغياب مرشح يرضي الحكومة واستحالة تمديد فترة ولاية الرئيس. لن ينجح الانقلاب إلا إذا بدا أنه مسألة وطنية ضرورية. أقرت القيادة العسكرية للحكومة الحاجة إلى «الكشف» عن حقائق جديدة لخلق مناخ من انعدام الأمن وعدم الاستقرار، وبالتالي ظهرت فكرة خطة كوهين. أرسل الجنرال بيدرو أوريليو دي جويس مونتيرو، رئيس هيئة الأركان العامة للجيش البرازيلي، وثيقة كوهين إلى السلطات العسكرية الرئيسية في البلاد، فانتهزت القوات المسلحة الفرصة وعرضت الوثيقة في اجتماع رسمي لأعضاء عسكريين في الحكومة. أعرب دوترا وبعض الحاضرين عن قناعتهم الكاملة بقرب حدوث انقلاب شيوعي وضرورة اتخاذ القوات المسلحة أقصى استعداداتها. نُشرت خطة كوهين في ما بعد، ما أثار فوضى عامة وحملة قوية ضد الشيوعية. استغل فارجاس الهياج الحادث للضغط على المجلس الوطني البرازيلي لإعلان حالة الحرب، مما منحه صلاحيات للتخلص من خصومه. حدث الانقلاب في البلاد، في 10 نوفمبر 1937، أي بعد أربعين يومًا من نشر خطة كوهين، ما مهد لدولة ديكتاتورية جديدة.
بدأ نفس الجنرال جويس مونتيرو، الذي ساعد في التخطيط لانقلاب عام 1937، في العمل للإطاحة بفارجاس لاحقًا، وذلك مع أزمة إنشاء الدولة الديكتاتورية الجديدة في عام 1945. استنكر الاحتيال الذي حدث قبل ثماني سنوات، مدعيًا أن النقيب أوليمبيو موراو فيلهو سلم خطة كوهين إلى هيئة الأركان العامة للجيش، إذ كان في ذلك الوقت رئيسًا سريًا لحركة التكاملية البرازيلية. أكد موراو فيلهو أنه كاتب الوثيقة، لكنه ادعى أنه أعدها كمجرد خديعة واتهم جويس مونتيرو بالاستيلاء عليها وإساءة استخدامها. زعم جويس مونتيرو، أنه كان على علم بزيف هذه الوثيقة منذ البداية، لكنه أنكر مسئوليته عن طريق الإشارة إلى أن عضوًا آخر في الحكومة قد أعلنها على الملأ وادعى أنها صحيحة. ادعى موراو أنه يحترم النظام العسكري، عندما سُئل عن أسباب صمته خلال انقلاب عام 1937.
تسبب الكشف عن الخديعة المحيطة بخطة كوهين في الذعر والعار بالمجتمع البرازيلي، الذي شعر بالخداع. كان من الصعب تحديد تورط كل شخص في هذ الأمر، وما إذا كان من المقرر اتخاذ إجراءات ضدهم أم لا، على الرغم من إثبات التآمر والمشاركة على كافة المستويات حتى أعلاها في القوات المسلحة، إلا أن الاتهامات المتبادلة ووجود الأطراف الثالثة التي أثارها موراو وجويس مونتيرو عطل الأمر. لعبت خطة كوهين دورًا حاسمًا في الظواهر التي امتدت حتى يومنا هذا كجزء من تاريخها، كإضفاء الطابع المؤسسي لمعاداة الشيوعية كجزء أساسي من هوية الجيش البرازيلي وإنشاء الكوادر العسكرية، وتوطين فكرة أن الدكتاتورية المؤقتة يمكن أن تكون أداة للتقدم. كانت المؤامرة المحيطة بخطة كوهين مماثلة لأحداث أخرى، كحملة التخويف التي انطلقت عشية انقلاب 1964، ولا تزال مذكورة في تحليل السياسة البرازيلية المعاصرة.

## المنشأ
وُقعت الوثيقة التي أصبحت تعرف باسم «خطة كوهين» باسم كوهين في إشارة إلى الزعيم الشيوعي بيلا كون، الذي حكم المجر بين مارس ويوليو عام 1919. وُقعت الوثيقة في البداية باسم «بيلا كون» ولكن تغير التوقيع إلى «بيلا كوهين» كمزحة ضمنية لاحقًا، حيث اعتاد أحد قادة حركة التكاملية البرازيلية الإشارة إلى الزعيم المجري باسم بيلا كوهين. وُقعت الوثيقة في النهاية باسم «كوهين» فقط، بسبب خطأ في الكتابة. اُختير هذا الاسم تحديدًا لأصله اليهودي الواضح، بما يتماشى مع الأفكار العنصرية النازية الفاشية التي كانت في ازدياد، بالإضافة للإشارة إلى الشيوعية.
سلط الخبراء الضوء على القواسم المشتركة العديدة بين خطة كوهين وبروتوكولات حكماء صهيون، والتي ترجمها ونشرها لأول مرة باللغة البرتغالية غوستافو باروسو، أحد قادة حركة التكاملية البرازيلية. استندت خطة كوهين إلى وثيقة مزيفة صدرت جزئيًا فقط لإخفاء أصولها الحقيقية، مثلما تستند بروتوكولات حكماء صهيون إلى عمل أدبي خيالي مقتطع ومُعدل ومن ثم انتشر بشكل خاطئ بحيث يبدو أنه يحتوي على محاضر لقاءات يهودية فعلية.
أعد الكابتن أوليمبيو موراو فيلهو خطة كوهين كما اُكتشف لاحقًا، إذ كان رئيس أركان ميليشيا حركة التكاملية البرازيلية آنذاك وأحد أعضاء أجهزتها السرية أيضًا، ومن ثم ترقي، في العقود التالية، إلى رتبة لواء في الجيش البرازيلي ورئيس المحكمة العسكرية العليا. كان موراو مسؤولًا عن تحرير نشرة المعلومات الخاصة بالحزب بالإضافة إلى مهامه في حركة التكاملية البرازيلية. كلف بلينيو سالغادو موراو بمهمة كتابة وتضمين نصًا في النشرة لإثارة الذعر والقلق عن طريق الإشارة إلى أن التهديد الشيوعي لا يزال موجودًا، مع اقتراب موعد الانتخابات الرئاسية في عام 1938. اعتقد أن العاطفة المعادية للشيوعية لدى الشعب بدأت تفقد قوتها، وبرر ذلك بالقول إن أحد الأهداف الرئيسية للحركة هي محاربة الشيوعية. سعى سالغادو في الواقع إلى التقرب من الحكومة أكثر من حركة التكاملية البرازيلية.
كتب موراو بعد ذلك وثيقة تحتوي على خطة وهمية، مبنية على أفكار مأخوذة من مصادر لا علاقة ببعضها، بعضها كاذب بشكل واضح والبعض الآخر ليس كثيرًا، كما في حالة مقال (مراجعة العالمين) حول استيلاء الشيوعيين المجريين بقيادة بيلا كون على السلطة في أعقاب الحرب العالمية الأولى. قدم القبطان النص الذي كتبه إلى سالغادو، لكنه اعتقد أنها كانت خيالية للغاية؛ ومع ذلك احتفظ زعيم حركة التكاملية البرازيلية بالنسخة الأصلية، وترك نسخة واحدة فقط مع موراو.
عاش موراو في تلك الأيام بالقرب من المبنى الذي كان يعيش فيه الجنرال بيدرو أوريليو دي جويس مونتيرو، رئيس أركان الجيش، ويقيم فيه بالصدفة، الجنرال ألفارو جيلهيرمي ماريانتي، الذي كان أحد أصدقاء موراو المقربين له. ناقشوا التهديد الشيوعي للبلاد خلال زيارة لماريانتي في أغسطس 1937، وتذكر موراو الوثيقة التي كتبها. ذهب إلى منزله للحصول على النسخة التي احتفظ بها، ثم قدمها للجنرال. أصبح ماريانتي مهتمًا بالوثيقة وأوصى موراو بتسليمها إلى جويس مونتيرو، لكن القبطان رفض، قائلًا إن هذه مسألة تكاملية. مع ذلك احتفظ ماريانتي بنسخة موراو «من أجل قراءتها بعناية أكبر»، وقد وصلت الخطة إلى الجنرال جويس مونتيرو عبر ماريانتي في الأسابيع التالية. كان الوصول إلى هذه الوثيقة مقصورًا على كبار القادة العسكريين المتورطين في مؤامرة الانقلاب عام 1937، حتى أثناء المناقشات التي دارت في المجلس الوطني البرازيلي. اختفت الوثيقة في نهاية الأمر. ذكر موراو فيلهو أنه علم باستخدام القيادة العسكرية للبلاد للوثيقة عندما قرأها في الصحف في 30 سبتمبر.